# 利希滕费尔斯
利希滕费尔斯（德語：Lichtenfels，發音：[ˈlɪçtn̩ˌfɛls] ⓘ）是德国巴伐利亚州上弗兰肯行政区利希滕费尔斯县的城市，也是利希滕费尔斯县的县治，面积122.16平方千米，2023年12月31日人口为20,403人。

## 友好城市
- 義大利 阿里恰
- 法國 奥弗涅地区库尔农
- 英国 普雷斯特威克
- 美国 万达利亚